# Abu al-Hussein al-Husseini al-Qurashi
Abu al-Hussein al-Husseini al-Qurashi (in arabo أبو الحسين الحسيني القرشي‎?, Abū al-Ḥusayn al-Husaynī al-Qurashī; 1979 – 29 aprile 2023) è stato un terrorista iracheno, 4º Califfo dello Stato Islamico dal 30 novembre 2022 fino alla sua morte avvenuta il 29 aprile 2023.

## Biografia
La sua nomina è stata annunciata dal portavoce dello Stato Islamico Abu Omar Al-Muhajir in una registrazione audio in cui si afferma che il suo predecessore Abu al-Hasan al-Hashimi al-Qurashi è stato ucciso in battaglia.
Il 30 aprile 2023 il presidente turco Recep Tayyip Erdoğan ha annunciato che nella giornata precedente la Millî İstihbarat Teşkilatı ha rintracciato e ucciso al-Husseini al-Qurashi.